# Sloanea anacantha
Sloanea anacantha är en tvåhjärtbladig växtart som beskrevs av Albert Charles Smith. Sloanea anacantha ingår i släktet Sloanea och familjen Elaeocarpaceae. Inga underarter finns listade i Catalogue of Life.